# Diplazium yakumontanum
Diplazium yakumontanum är en majbräkenväxtart som beskrevs av Motozi Tagawa.
Diplazium yakumontanum ingår i släktet Diplazium och familjen Athyriaceae. Inga underarter finns listade i Catalogue of Life.